# Janolus mucloc
Janolus mucloc is een slakkensoort uit de familie van de Janolidae. De wetenschappelijke naam van de soort werd in 1958 gepubliceerd door Er. Marcus als Antiopella mucloc.